# The Castle of Dr Bassclar
Pour les articles homonymes, voir Concerto pour clarinette (homonymie).
The Castle of Dr Bassclar (en espagnol : El Castillo del Doctor Bassclar) est un concerto pour clarinette basse et piano de Ferrer Ferran, inspiré du roman de Robert Louis Stevenson intitulé L'Étrange Cas du docteur Jekyll et de M. Hyde et publié pour la première fois en 1886, qui raconte l'histoire d'un avocat, Gabriel John Utterson, qui enquête sur l'étrange relation entre son vieil ami, le Dr Henry Jekyll, et le misanthrope Edward Hyde.
Le livre est connu pour être une description vivante d'un trouble psychiatrique qui fait qu'une même personne a deux ou plusieurs identités ou personnalités aux caractéristiques opposées.
Dans cette pièce, le soliste jouant de la clarinette basse interprète le rôle du médecin et ses deux visages.
Cette composition d'une complexité technique avancée au niveau du jeu de la clarinette basse exige de la part de l'artiste de respecter une  interprétation théâtrale sur scène (déplacement sur scène, emploi d'un chapeau, ...).
Le compositeur a également adaptée cette pièce pour clarinette basse et orchestre d'harmonie.
Cette pièce connaît un grand succès mondial auprès de la communauté des bassistes et est fréquemment programmée (villes de l'Andalousie, Cuba, Hong-Kong...). La pièce est également adaptée pour être jouée à la clarinette contrebasse.